# İlqar Müşkiyev
İlqar Müşkiyev (Gəncə, 5 de octubre de 1990) es un deportista azerbaiyano que compitió en judo. Ganó una medalla de bronce en el Campeonato Mundial de Judo de 2011 y una medalla de bronce en el Campeonato Europeo de Judo de 2014.

## Palmarés internacional
| Campeonato Mundial | Campeonato Mundial    | Campeonato Mundial | Campeonato Mundial |
| Año                | Lugar                 | Medalla            | Categoría          |
| ------------------ | --------------------- | ------------------ | ------------------ |
| 2011               | París (Francia)       | Medalla de bronce  | –60 kg             |
| Campeonato Europeo |                       |                    |                    |
| Año                | Lugar                 | Medalla            | Categoría          |
| 2014               | Montpellier (Francia) | Medalla de bronce  | –60 kg             |